# Katastrofa lotu China Eastern Airlines 5210
Katastrofa lotu China Eastern Airlines 5210 wydarzyła się 21 listopada 2004 w Baotou w Chinach. Bombardier CRJ-200 (nr rej. B-3072), linii China Eastern Airlines, lecący z Baotou do Szanghaju (lot nr 5210) rozbił się kilka chwil po starcie, w wyniku oblodzenia skrzydeł. Samolot spadł na tereny parku miejskiego zabijając 2 osoby na ziemi, tragedii nie przeżył nikt z pasażerów i członków załogi Bombardiera.

## Samolot i załoga
Bombardier CRJ-200 (B-3072) został wyprodukowany w 2002. Przed katastrofą wylatał 7697 godzin. Kapitanem był Wang Pin, zastępcą kapitana był Yang Guang; drugim pilotem był Yi Qinwei. Stewardesami były Huang Chongyan i Shi Meimian.

## Przebieg lotu
20 listopada 2004 roku, maszyna została odstawiona na noc na lotnisko Baotou w zimnych warunkach pogodowych, co spowodowało nagromadzenie warstwy szronu. Maszyna wystartowała z pominięciem procedury odszraniania. Zaledwie kilka chwil po starcie rozpoczęły się kłopoty. Maszyna rozbiła się w parku Nanhai i wpadła do zamarzniętego jeziora, zahaczając o kasę biletową, zabijając dwóch pracowników parku na ziemi. Maszyna rozbiła się zaledwie 2 km od końca pasa startowego.

## Przyczyny
Dochodzenie ujawniło, że dzień przed katastrofą, samolot został odstawiony na noc na lotnisko w Baotou. Panujące wówczas warunki atmosferyczne spowodowały narastanie warstwy szronu na skrzydle. Jej powstanie było główną przyczyną tragedii.

## Narodowość ofiar katastrofy
| Kraj      | Liczba ofiar |
| --------- | ------------ |
| Chiny     | 54           |
| Indonezja | 1            |
| Razem     | 55           |